# Damian Penaud
Damian Penaud (Brive-la-Gaillarde, 25 settembre 1996) è un rugbista a 15 francese, che può giocare indifferentemente nei ruoli di tre quarti centro e tre quarti ala. Milita nel Bordeaux Bègles, squadra partecipante al Top 14.

## Biografia
Figlio dell'ex apertura internazionale Alain Penaud, Damian si formò come rugbista nell'accademia del Brive fino al 2015. Quell'anno non gli fu rinnovato il contratto e passò così a far parte del centro di formazione del Clermont. Nell'aprile del 2016 debuttò in prima squadra nell'incontro di Top 14 contro l'Agen, l'unico da lui disputato in quella stagione. L'annata seguente entrò in pianta stabile nella rosa del Clermont, con cui esordì in Champions Cup segnando una meta nel quarto di finale contro Tolone; successivamente giocò anche la semifinale e la finale persa con i Saracens. Ebbe maggiore successo nel campionato francese che si aggiudicò dopo aver vinto da titolare la finale con il Tolone. A partire dalla stagione 2018-2019 Franck Azéma, suo allenatore nel club, iniziò a preferirlo nella posizione di tre quarti ala piuttosto che in quella di tre quarti centro. Nello stesso anno disputò come titolare nel nuovo ruolo sia la finale di Top 14 persa contro Tolosa, sia quella di Challenge Cup dove segnò una meta che contribuì alla vittoria su La Rochelle.
Penaud giocò con la nazionale francese under-20 due edizioni del campionato mondiale giovanile nel 2015 e nel 2016; negli stessi anni disputò anche il Sei Nazioni Under-20. Nel estate del 2017, Guy Novès, commissario tecnico della Francia, lo convocò per il tour estivo dei transalpini e lo fece esordire nel secondo incontro con il Sudafrica. Successivamente, nel novembre dello stesso anno, scese in campo anche in tutte e tre le amichevoli disputate dalla nazionale francese nella sessione autunnale. Al termine della stagione fu inserito nei tre candidati per il premio miglior rivelazione dell'anno conferito da World Rugby. Il nuovo selezionatore Jacques Brunel, in carica dal dicembre 2017, lo convocò, complici alcuni problemi fisici, solo per i test-match autunnali del 2018, ma un infortunio nel primo contro il Sudafrica gli pregiudicò gli altri. Inserito tra i convocati per il Sei Nazioni 2019, fu titolare in tutte le partite segnando due mete. Successivamente, dopo essere sceso in campo nelle due amichevoli preparatorie contro la Scozia, fu chiamato nella selezione francese per disputare la Coppa del Mondo di rugby 2019. Nel corso del mondiale, saltò un'unica partita tra quelle che portarono la Francia fino alla sconfitta ai quarti di finale contro il Galles. A fine anno vinse il premio come miglior internazionale francese della stagione alla Nuit de Rugby. Il nuovo commissario tecnico dei Bleus Fabien Galthié lo incluse subito nel gruppo per il Sei Nazioni 2020; poco prima dell'inizio del torneo subì, però, un infortunio al polpaccio che gli permise di rientrare in campo solo alla quarta giornata contro la Scozia.
Penaud disputò anche i due incontri contro Crusaders e Highlanders del tour del giugno 2018 dei Barbarians Francesi.

## Palmarès
- Campionati francesi: 1
Clermont: 2016-17
- Challenge Cup: 1
Clermont: 2018-19
- Champions Cup: 1
Union Bordeaux Bègles: 2024-25